# 阿爾巴尼亞護照
阿爾巴尼亞護照是阿爾巴尼亞政府發給公民用於國際旅行、商貿及團體交流的護照。目前全球共有123個國家和地區為阿爾巴尼亞公民提供免簽證、電子簽證及落地簽證，當中所有歐盟成員國皆為阿爾巴尼亞國民提供最少90日免簽證待遇，而與阿爾巴尼亞同宗同源的科索沃國民只需使用身份證就能夠自由進入阿爾巴尼亞領土範圍，其在阿爾巴尼亞本部的逗留時間亦不受限。另外，阿爾巴尼亞公民到訪香港和澳門亦享有免簽證待遇。

## 免簽證
根据2025年1月8日发布的亨利护照指数，阿尔巴尼亚护照可免签证、落地签证或电子签证入境123个国家和地区，位居世界第43，与波斯尼亚和黑塞哥维那护照并列。

### 歐州
| 国家和地区 | 入境状况 |
| ---------- | -------- |
| 科索沃     | 90天     |
| 北馬其頓   | 90天     |
| 蒙特內哥羅 | 90天     |
| 土耳其     | 90天     |
| 欧盟       | 90天     |

### 亞洲
| 国家和地区 | 入境状况 |
| ---------- | -------- |
| 马来西亚   | 90天     |
| 香港       | 90天     |
| 中國       | 90天     |

## 腳註
1. ↑   (PDF). Henley & Partners.   [2022-03-11].[]
2. ↑  . Henley & Partners.   [2025-01-09] （英语）.